# Dragomino
Dragomino ist ein Kinderspiel in Form eines Fantasy-Legespiels. Die durchschnittliche Spieldauer beträgt etwa 15 Minuten. Es ist das Kinderspiel des Jahres 2021.
Genau genommen ist es eine eigenständige Kindervariante von Kingdomino, dem Spiel des Jahres 2017. Spielautoren sind Bruno Cathala, Marie Fort und Wilfried Fort. Die deutschsprachige Ausgabe erschien zu den Spieletagen Essen 2020 bei Pegasus Spiele. Etwa zeitgleich erschien eine englischsprachige Ausgabe bei Blue Orange Games aus San Francisco sowie eine französischsprachige bei Blue Orange (EU).
Das Spiel für zwei bis vier Personen ist laut Hersteller für Kinder ab einem Alter von fünf Jahren geeignet. Das Fantasy-Thema ist die gemeinsame Erkundung einer Dracheninsel, die durch das Anlegen der Papp-Dominosteine jeweils neu und verschieden entsteht. Die grafische Illustration haben Maëva da Silva und Christine Deschamps beigesteuert.

Die Kinderspiel-des-Jahres-Jury begründete ihre Entscheidung wie folgt: 

„Als Geschwisterspiel von Kingdomino bringt es eine interessante und fantastische Atmosphäre auf den Tisch, in der Kinder sich nach bereits einer Partie komplett selber zurecht finden. Dabei halten sich Glück und Überlegung in einer spannenden Waage.“

## Zubehör
Neben der Spielanleitung sind vorhanden:
- 0 4 Start-Dominosteine
- 0 28 Dominosteine mit 6 unterschiedlichen Landschaftstypen: Wüste, Schnee, Steppe, Wald, Berge, Vulkan
- 0 69 Drachen-Plättchen
- 0 1 Figur der Drachenmutter (aus Holz) als Startspielermarker

## Spielablauf und -ziel
Alle Dominosteine werden verdeckt gemischt und als Vorratsstapel bereitgelegt. Die obersten vier Steine werden offen in die Tischmitte gelegt. Jeder Mitspielende erhält einen Startstein. Die Dracheneier werden verdeckt nach Farbe sortiert und daneben platziert. Der jüngste Mitspieler erhält die Drachenmutter und beginnt das Spiel.
Wer am Zug ist, wählt eines der Plättchen aus der Tischmitte aus und legt es an die eigenen ausliegenden Dominosteine an. Dabei muss das Plättchen waagerecht oder senkrecht an mindestens ein anderes Dominoplättchen angelegt werden. Die Landschaftstypen spielen dabei keine Rolle.
Nun gilt es, Dracheneier zu suchen. Bei Verbindungen von gleichen Landschaftstypen nebeneinander liegender Dominosteine (z. B. Wald und Wald) zieht man ein Drachenei der entsprechenden Farbe. Es wird aufgedeckt zwischen die zwei Plättchen gelegt, damit man sich merkt, dass für diese Verbindung schon ein Drachenei gefunden wurde. In einem Zug ist es durchaus möglich, auch mehrere Dracheneier zu finden. Bei zwei verschiedenfarbig aneinandergrenzenden Landschaftstypen findet man keine Eier. Für jeden Landschaftstyp gibt es jeweils sieben Dracheneier, aber bei manchen sind mehr leere darunter.
Auf der Rückseite der Drachenei-Plättchen kann entweder ein Drachenbaby abgebildet sein, das einen Siegpunkt einbringt, oder eine leere Eierschale. Als Trost bekommt das betreffende Kind, das „leer“ aufgedeckt hat, die Drachenmama als Startspielermarker. Falls allerdings der nächste Mitspieler ebenfalls eine leere Eierschale vorfindet, muss die Drachenmutter an ihn weitergegeben werden. Der letzte Leerausgegangene darf in der nächsten Runde als Erster einen neuen Dominostein nehmen.
Die nächste Runde beginnt, indem jedes Kind einen neuen Dominostein zieht und dann reihum anlegt. Sobald alle Dominoplättchen aus dem Vorrat gespielt sind, endet das Spiel. Gefundene Drachenbabys und die Drachenmutter bringen jeweils einen Punkt. Wer die meisten Punkte hat, ist der beste „Drachenforscher“ und Sieger. Bei Gleichstand gewinnt das Kind mit zusätzlich den meisten leeren Dracheneiern.
Es gibt auch eine Variante für Fortgeschrittene mit längerer Spielzeit. Hier spielen die auf manchen Dominosteinen zu findenden Quellsymbole eine Rolle. Wenn diese an einen gleichen Landschaftstyp grenzen, darf das Kind zwei Eier der entsprechenden Farbe ansehen und eines davon aussuchen (natürlich das, welches nicht leer ist).

## Kritik
Die Materialqualität ist gut: Die Plättchen sind aus dicker Pappe und daher stabil und dauerhaft. Jedes Drachenbaby hat mit Liebe zum Detail seine eigene Grafik.
Das Brettspielemagazin konstatiert, dass die Regeln einfach und verständlich gehalten sind, so dass die Kinder ohne langes Erklären ins Spiel kommen. Ein Spannungsbogen ergebe sich jeweils beim Umdrehen der Plättchen. Impulsive Enttäuschung werde dadurch abgefedert, dass das Kind dann die Holzfigur der Drachenmama bekommt. Dank der kurzen Spieldauer ist das Spiel auch für zwischendurch geeignet.
Die Spielkultisten, eine Gruppe mit dem Hobby Brettspiele, stellt fest, dass das Spiel dazu beitrage, die Impulskontrolle durch die Einhaltung der Spielerreihenfolge einzuüben. Nur allzu gern würden besonders Kinder im Vorschulalter die Mitspieler überspringen. Das Familienspiele-Portal Simone Spielt merkt an, dass die Kleinen lernen müssen, hinreichend zu überlegen, welche angelegte Landschaftsart am ehesten ein Drachenbaby hervorbringt.
Als eine Schwäche des Spiels zu dritt und noch mehr zu viert fiel dem erwachsenen Rezensenten bei BoardgameMonkeys auf, dass es ein unverhältnismäßiger Vorteil sein kann, Startspieler zu sein, sowie möglicherweise ein großer Nachteil, als Letzter dranzukommen. Die mit ihm probespielenden Kinder störte das indes nicht.

## Belege
1. 1 2  Dragomino auf der Website des Spiel des Jahres e.V.; abgerufen am 14. Juni 2021
2. 1 2 3 4  Dragomino: Kinderspiel, Legespiel, Review, boardgamemonkeys.com vom 20. Mai 2021, abgerufen am 14. Juni 2021.
3. 1 2  Dragomino – Kinderspiel des Jahres 2021, brettspiele-magazin.de, abgerufen am 14. Juni 2021.
4. ↑  Sucht die Drachenbabys!, spielkultisten.de vom 6. Juni 2021, abgerufen am 14. Juni 2021.
5. ↑  Ei, Ei,… was schlüpft denn da?, familienspiele-gesellschaftsspiele.de, abgerufen am 14. Juni 2021.